# Internationales Design Zentrum Berlin
Das Internationale Design Zentrum Berlin e. V. (kurz IDZ) ist eines der ältesten Designzentren in Deutschland. Mit Projekten, Forschungsaufträgen und Veranstaltungen bildet das IDZ eine Schnittstelle zwischen Design und Wirtschaft mit dem Ziel, theoretische und praktische Aspekte des Designs auf nationaler und internationaler Ebene zu erforschen, zu publizieren und zu befördern.

## Geschichte
Ende der 1960er-Jahre kam aus der Berliner Wirtschaft die Anregung zur Gründung eines Zirkels, in dem sich internationale Kräfte aus Wirtschaft, Kultur und Wissenschaft treffen sollten, um ein Forum für die Förderung guten Designs zu schaffen. Initiiert vom Gestaltkreis des Bundesverband der Deutschen Industrie (BDI) und gefördert vom damaligen Wirtschaftsminister Karl Schiller einigten sich 1968 Persönlichkeiten aus Kultur, Wirtschaft und Politik auf eine Vereinssatzung, in der auch die Einflussnahme der Öffentlichkeit und der Verbraucher festgeschrieben wurde.
Am 10. Dezember 1968 wurde der Verein Internationales Design Zentrum Berlin e. V. gegründet; am 17. April 1970 wurde das IDZ Berlin in der Budapester Straße in Berlin-Charlottenburg eröffnet. Die Eröffnungsausstellungen widmeten sich den Themen „Design – Umwelt wird in Frage gestellt“ und „Design – Produzenten bewerten ihr Produkt“. 1975 entschied man sich für einen Umzug in die Ansbacher Straße, wo die Räumlichkeiten für die inhaltliche Ausrichtung der Arbeit bessere Voraussetzungen boten. Die neuen Räumen boten mehr Platz für ständige Serviceleistungen für Design-Interessierte (Dokumentation, Beratung, Seminarveranstaltungen).
Den Entwurf für den Ausbau des Zentrums übernahmen Ettore Sottsass und Fritz Bornemann, die in ihrem architektonischen Konzept die Idee einer Design-Werkstatt visualisierten. Nach einer vierjährigen Zwischenstation in der Wielandstraße zog das IDZ 1988 erneut um: Am Kurfürstendamm standen ausreichend Flächen für kleinere Ausstellungen, Seminare und Beratungen zur Verfügung, auch konnte die zwischenzeitlich geschlossene IDZ-Bibliothek hier wieder öffentlich zugänglich gemacht werden. Zehn Jahre lang war die Adresse Kurfürstendamm 66 in der City West eine Anlaufstelle für designinteressierte Besucher.
Nachdem das IDZ seit seiner Gründung von der Senatsverwaltung für Wirtschaft institutionell gefördert worden war, wurde im Jahr 1997 die öffentliche Förderung eingestellt. Dies wurde zum Anlass für einen Neubeginn an einem neuen Standort im Ostteil des jetzt wieder vereinten Berlins genommen. In den restaurierten historischen Gebäuden der ehemaligen Narva-Fabrik in Berlin-Friedrichshain setzte das IDZ seine Arbeit fort. Seit dem ersten August 2005 hat das IDZ seinen Standort in der Reinhardtstraße 52 in Berlin-Mitte schräg gegenüber der Bundespressekonferenz.
Im März 2012 wechselte das IDZ in die von der Senatsverwaltung für Stadtentwicklung ausgerufene „Bühne des Neuen“ im ehemaligen Zentralflughafen Tempelhof. 2017 bis 2019 residierte es am Potsdamer Platz. Seit Oktober 2019 hat es seinen Sitz in der Hagelberger Straße 52 in Berlin-Kreuzberg.

## Aktivitäten
Das Internationale Design Zentrum Berlin ist eine designorientierte Plattform für Ideenaustausch und Networking sowie Beratungs- und Vermittlungszentrum für Design in der Hauptstadt Berlin. In 40 Jahren wurden über 500 öffentliche Veranstaltungen, Ausstellungen, Konferenzen, Seminare, Workshops und Projekte durchgeführt sowie zahlreiche Publikationen herausgegeben. Unter anderem ist das IDZ Ausrichter der Deutschen Designkonferenz und befasst sich aktuell in mehreren Ausstellungen und Publikationen mit Zukunftsthemen des Designs wie dem Universal Design oder Design für Alle sowie dem Sustainable Design und dem Designmanagement.
Das IDZ organisiert den 2012 vom deutschen Bundesumweltministerium und vom Umweltbundesamt (UBA), ins Leben gerufenen Bundespreis Ecodesign. 2008 noch als Ausstellung für gute Usability ins Leben gerufen, würdigt das IDZ mit den UX Design Awards seit 2015 hervorragend gestaltete Nutzererlebnisse.

## Struktur
Das IDZ besteht als Verein aus einem operativen Team, dem Vorstand sowie Vereinsmitgliedern aus den verschiedenen Bereichen der Creative Industries, Wissenschaft und Wirtschaft (Einzel- und Firmenmitgliedschaften).

## Ehemalige Vorstandsmitglieder (Auswahl)
- Helmut Lübke (Interlübke)
- Walter Rossow
- Adolf Arndt
- Gustav Stein
- Fritz Hahne
- Erik Spiekermann
- Birgit Weller

## Ehemalige Geschäftsführer und fachliche Leiter (Auswahl)
- Robert Gutmann, 1969–1971
- François Burkhardt, 1975–1984
- Angela Schönberger, 1985–2000
- Silke Claus, 2005–2008
- Cornelia Horsch, 2008–2017